# Richard Donner
Richard Donner (New York City, New York, 24. travnja 1930. – 6. srpnja 2021.), američki filmski redatelj, producent i crtač stripova. Postao je slavan nakon režiranja filma Pretkazanje (1976.), nakon čega je režirao dva filma o super junaku Supermanu, u kojem je glavnu ulogu glumio Christopher Reeve. Međunarodni uspjeh ostvario je i filmom Smrtonosno oružje (1987.) kao i njegovim nastavcima.

## Filmografija
- X-15 (1961.)
- Salt and Pepper (1968.)
- Twinky (1969.)
- Pretkazanje (1976.)
- Superman (1978.)
- Superman II (1980.) (nepotpisan, jer je Richard Lester preuzeo režiju)
- Inside Moves (1980.)
- The Toy (1982.)
- Goonies (1985.)
- Žena-sokol (1985.)
- Smrtonosno oružje (1987.)
- Scrooged (1988.)
- Smrtonosno oružje 2 (1989.)
- Radio Flyer (1992.)
- Smrtonosno oružje 3 (1992.)
- Maverick (1994.)
- Ubojice (1995.)
- Zavjera (1996.)
- Smrtonosno oružje 4 (1998.)
- Timeline (2003.)
- 16 Blocks (2006.)
- Superman II: The Richard Donner Cut (2006.)

## Vanjske poveznice
- Richard Donner na Internet Movie Databaseu (engl.)